# 南澳海岛国家森林公园
广东南澳海岛国家森林公园，又名黄花山森林公园，位于中国广东省汕头市南澳岛，面积13.7平方公里，占全岛面积六分之一，是全國唯一位于海岛上的国家森林公园，有“南中国海上天然植物园”之称。

## 历史
公园前身为设立于1959年的广东省南澳县国营黄花山林场。1992年12月11日，经林业部批准，在黄花山林场正式建立南澳海岛国家森林公园。
公园三面环海，北回归线从中部横穿而过，海拔落差大，地形风貌多样，山谷坑涧众多，森林覆盖率达92.3%，负氧离子含量高。全园拥有1400多种热带及亚热带植物，常年栖息鸟类达100余种，包括短尾信天翁、白腹军舰鸟、鲣鸟、黄嘴白鹭、小鸥、鹈鹕、褐翅鸦鹃、猫头鹰、苍鹰等。

## 景区

### 龟埕景区
位于公园中心区域，因该地原有一块天然龟型巨石，且周边有金钱龟栖息而得名，2004年5月动工兴建全国首个龟主题公园，主要景观为“百龟寿园”群雕。旁边的黄花山水库（龟湖）是南澳重要的饮用水来源。龟埕西部的鹰石山摩崖石刻区，镌刻有中外知名书法家作品1300多幅，是中国规模最大的摩崖刻石园。其他景点包括明朝“烽火台”西烟墩遗址，以及知青下乡旧址、南澳抗日纪念馆、北回归线路标等。

### 大尖山景区
海拔588.1米，是汕头最高峰，上下主峰各有游步道，约4000级。登上顶峰，可远眺全岛风光。

### 九尖山景区
位于九尖山上的扇形悬空观景平台，海拔高达480米，拥有绝佳的山海观景角度。

### 牵莱园景区
位于长山尾，面向南澳大桥，与澄海莱芜半岛相对，自然景观和人文景观相得益彰，景点有冬瓜石、长山尾妈祖庙、长山尾炮台旧址等。

### 田仔地质公园
位于长山尾码头至钱澳湾中段，以海岸礁石景观特色为主体，设有观景台、游步道供游客游览。